# Clément Gosselin
Clément Gosselin (12 giugno 1747 – 9 marzo 1816) è stato un militare francese.
Nato da una famiglia numerosa che abitava ad est di Québec, all'epoca ancora possedimento francese. Gosselin, all'epoca della Rivoluzione americana, prestò servizio all'esercito continentale, con il grado di capitano, nel reggimento di Moses Hazen.